# Winter World University Games 2023/Biathlon
Bei den Winter World University Games 2023 wurden neun Wettkämpfe im Biathlon ausgetragen.

## Bilanz

### Medaillenspiegel
| Platz  | Land               | 00 | 00 | 00 | Gesamt |
| ------ | ------------------ | -- | -- | -- | ------ |
| 1      | Kasachstan         | 2  | 1  | 1  | 4      |
| 2      | Kanada             | 2  | 1  | –  | 3      |
| 3      | Tschechien         | 2  | –  | 2  | 4      |
| 4      | Frankreich         | 1  | 2  | 2  | 5      |
| 4      | Polen              | 1  | 2  | 2  | 5      |
| 6      | Vereinigte Staaten | 1  | 1  | –  | 2      |
| 7      | Norwegen           | –  | 1  | 1  | 2      |
| 7      | Ukraine            | –  | 1  | 1  | 2      |
| Gesamt | Gesamt             | 9  | 9  | 9  | 27     |

### Medaillengewinner

#### Männer
| Disziplin          | Gold                | Silber              | Bronze           |
| ------------------ | ------------------- | ------------------- | ---------------- |
| 10 km Sprint       | Bekentai Turlubekow | Bjorn Westervelt    | Alexander Muchin |
| 12,5 km Verfolgung | Bjorn Westervelt    | Dmitri Hruschtschak | Wojciech Janik   |
| 15 km Massenstart  | Axel Garnier        | Alexander Muchin    | Ørjan Moseng     |
| 15 km Einzel       | Wadim Kurales       | Ørjan Moseng        | Axel Garnier     |

#### Frauen
| Disziplin           | Gold                | Silber                | Bronze                |
| ------------------- | ------------------- | --------------------- | --------------------- |
| 7,5 km Sprint       | Anna Nędza-Kubiniec | Shilo Rousseau        | Tereza Jandová        |
| 10 km Verfolgung    | Shilo Rousseau      | Anna Nędza-Kubiniec   | Barbara Skrobiszewska |
| 12,5 km Massenstart | Kristýna Otcovská   | Pauline Machut        | Anna Blanc            |
| 12,5 km Einzel      | Shilo Rousseau      | Barbara Skrobiszewska | Tereza Jandová        |

Mixed
| Disziplin            | Gold                          | Silber                        | Bronze                          |
| -------------------- | ----------------------------- | ----------------------------- | ------------------------------- |
| Single-Mixed-Staffel | Tereza Jandová / Jakub Kocián | Pauline Machut / Axel Garnier | Julija Horodna / Stepan Kinasch |